# Aldo Jair Cavero
Aldo Jair Cavero (Lima, 24 de outubro de 1971) é um ex-futebolista peruano que atuava como meia.

## Carreira
Aldo Jair Cavero integrou a Seleção Peruana de Futebol na Copa América de 1997.